# Tešanj
Tešanj – miasto w Bośni i Hercegowinie, w Federacji Bośni i Hercegowiny, w kantonie zenicko-dobojskim, siedziba gminy Tešanj. W 2013 roku liczyła 5257 mieszkańców, z czego większość stanowili Boszniacy.

## Historia
Pierwsze wzmianki o Tešanju pochodzą z 1461 r., choć twierdza powstała wcześniej, być może ok. III w. p.n.e. Miasto zostało zniszczone przez Eugeniusza Sabaudzkiego podczas walk przeciwko Turkom.